# Christiaan Kuyvenhoven

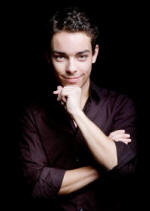
Foto:Allard Willemse

Christiaan Kuyvenhoven (29 juli 1985) is een Nederlands pianist. 

## Opleiding
Kuyvenhoven studeerde bij Michail Markov aan de muziekschool in Enschede, de Van Zweden School of Music (samenwerkingsverband muziekscholen en het Conservatorium in Enschede) en het Twentsch Conservatorium. Vervolgens volgde hij masterclasses bij onder anderen Menahem Pressler, Jerome Rose, Ton Hartsuiker, Mitsuko Uchida en Leslie Howard.

## Prijzen en onderscheidingen
In 1998 won Kuyvenhoven de eerste prijs op het Prinses Christina Concours. Twee jaar later werd hij uitgeroepen tot "Jong muzikaal talent" van 2000 tijdens de finale van het Nationaal Concours 2000 van de Stichting Jong Muziektalent Nederland. In 2004 werd hij winnaar van het XII Concurso Internacional de Piano Maria Campina in Faro, Portugal. In 2005 won hij de derde prijs tijdens het Internationaal Franz Liszt Pianoconcours, waar hij de eerste Nederlandse winnaar was in 16 jaar. Als deel van de prijs speelde Kuyvenhoven op een aantal concerten, zowel in Nederland als daarbuiten.

## Activiteiten
Kuyvenhoven speelde in alle belangrijke concertzalen in Nederland, en hij speelde daarnaast in Algerije, Duitsland, Frankrijk, Trinidad en Tobago, Curaçao, Tunesië en de Verenigde Staten. In 2000 maakte hij zijn debuut bij het Residentie Orkest onder leiding van Jaap van Zweden. In 2006 was Kuyvenhoven solist met het Nederlands Studenten Orkest onder leiding van Otto Tausk. Ook in 2006 speelde hij in Parijs en Algiers met het Matangi Quartet. Later dat jaar volgde een recital-tournee in China, gevolgd door optredens met het Orkest van het Oosten en het Residentie Orkest.
Van 2013 tot medio 2020 presenteerde Christiaan Kuyvenhoven voor  Omroep Max 4 de Middag en het MAX Avondconcert op NPO Radio 4. Voorts was hij en van de vaste presentatoren van de Hart & Ziel-lijst en de Filmmuziekweek.
In zijn podcast De maestro met de breinaald gaf Kuyvenhoven in 2021 een minutieus verslag van zijn pogingen om als dirigent de Vijfde symfonie van Mahler de baas te worden. Hiertoe nam hij les bij onder anderen Antony Hermus en Ed Spanjaard. De podcast werd genomineerd voor de Dutch Podcast Awards 2021 en leidde in 2024 tot een boek, ook onder de titel De maestro met de breinaald. Dit op het grote publiek gerichte boek is een mengeling van autobiografie, muziekgeschiedenis en verhandeling over achtergronden, ontwikkeling en techniek van het dirigeren.